# Jan-Wellem-Platz
Der Jan-Wellem-Platz lag bis 2009 am Südende des Hofgartens in Düsseldorf-Stadtmitte und war in der Zeit von den 1950er Jahren bis zur Betriebsaufnahme des U-Bahnhofs Heinrich-Heine-Allee im Jahr 1988 zusammen mit dem Hauptbahnhof der wichtigste Knotenpunkt des Öffentlichen Personennahverkehrs in Düsseldorf. Er war seit dem 6. Mai 1955 benannt nach dem Kurfürsten Johann Wilhelm von Pfalz-Neuburg, der Düsseldorf zur Hauptstadt und Hauptresidenz seiner Länder erhoben hatte und den der Volksmund Jan Wellem nannte.
Mit der Realisierung des Städtebauprojektes Kö-Bogen ab 2009 wurde der gesamte Bereich zwischen Corneliusplatz und der Bleichstraße am Gustaf-Gründgens-Platz neu strukturiert. Seit der Fertigstellung des ersten Bauabschnitts des Kö-Bogen-Projekts war ab Ende 2013 der Jan-Wellem-Platz mit den ehemaligen Einrichtungen für den Personennahverkehr durch die beiden neuen Bauten des Architekten Daniel Libeskind weitgehend bebaut. Die übrig gebliebene Freifläche wurde am 28. August 2017 als Joachim-Erwin-Platz gewidmet, dessen Namensgeber sich als Oberbürgermeister für den Bau des Kö-Bogens eingesetzt hatte. Der Stadtrat beschloss zudem im Januar 2014, dem östlichen freien Gelände hinter den Libeskindbauten den Namen Jan-Wellem-Platz zu geben, der jetzt mit deutlich weniger Präsenz weiterhin in Düsseldorf vorhanden ist. Der ehemals zweitwichtigste Haltestellenname Düsseldorfs existiert nicht mehr.

## Geschichte

### Alter Jan-Wellem-Platz

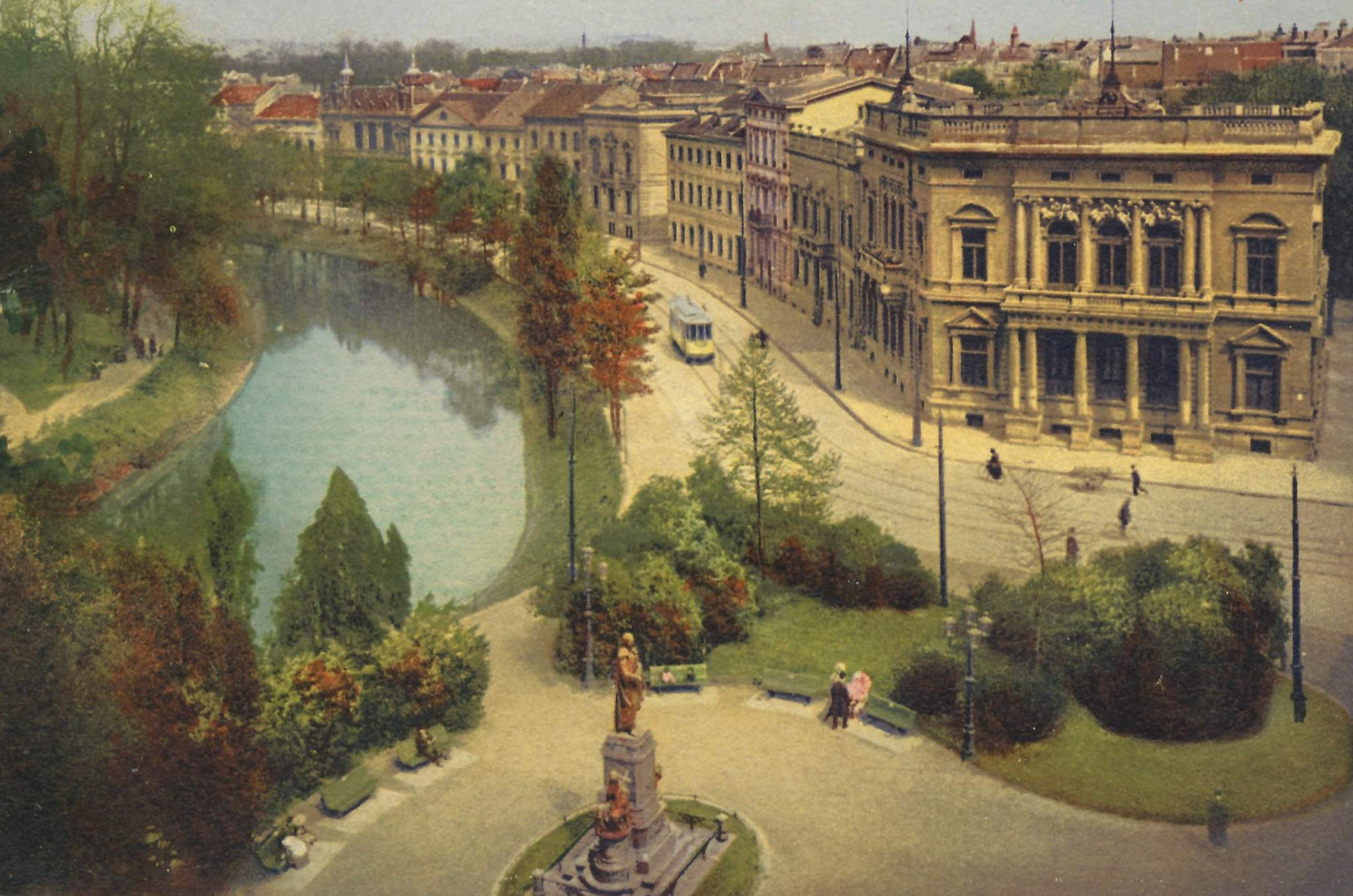
Der Corneliusplatz um das Jahr 1900 mit Blick auf das Trinkaus-Palais an der Hofgartenstraße 14

Seit Beginn der Neuzeit wurde das Gelände des späteren Jan-Wellem-Platzes für die Anlage von Bastionen und Gräben der Stadtbefestigung genutzt. Im Zuge der Stadterweiterungen des 19. Jahrhunderts entstand an seiner Stelle ein Baublock mit dem Bankhaus Trinkaus, der die östliche Fassung des westlich gelegenen Corneliusplatzes darstellte. 1879 war dieser Baublock zusammen mit dem Cornelius-Denkmal errichtet worden. Neben dem Bankhaus Trinkaus war der alte Corneliusplatz im Osten vom Parkhotel, im Norden vom Hofgarten eingerahmt.
Nach den Zerstörungen des Zweiten Weltkriegs wurde entschieden, statt eines Wiederaufbaus nach historischem Vorbild eine komplette Umgestaltung im Bereich der Hofgartenstraße vorzunehmen. Auf einer Freifläche wurde ein großer Platz zum Umsteigepunkt für viele Bus- und Straßenbahnlinien eingerichtet. Östlich von diesem Jan-Wellem-Platz genannten Bereich verlief die Berliner Allee. Diese begann im Norden an der Hofgartenstraße, die den Hofgarten durchschnitt, und traf südlich des Platzes bis zum Bau des Kö-Bogens auf die Schadowstraße. Weiterhin führte die westliche Fahrbahn der Hofgartenstraße von Norden an der westlichen Begrenzung des Platzes im Bogen vorbei zur Elberfelder Straße. 
Durch die Realisierung der U-Bahn-Pläne für Düsseldorf wurden ab Ende der 1980er Jahre Gleistrassen der Straßenbahn im Innenstadtbereich zunehmend in Tunnel verlegt. Dies betraf auch den Jan-Wellem-Platz, da sich hierdurch die Anzahl der ihn benutzenden Linien verringerte. Mit der Planung der Wehrhahn-Linie Anfang der 2000er Jahre verlor der Platz weitgehend seine Funktion als ebenerdiger Umsteigepunkt für den öffentlichen Nahverkehr. Da sich so Möglichkeiten für ein neues Konzept der Stadtplanung ergaben, kam es zu diversen Überlegungen und Vorschlägen.
Der finale Plan sah vor, den ehemaligen Busbahnhof und die Straßenbahnhaltestellen einschließlich Wendeschleife komplett zu verlegen und den dann freien Platz zu bebauen. Die Errichtung von Gebäuden war umstritten, wurde aber von der Verwaltung und der Ratsmehrheit unterstützt und am Ende beschlossen. Am 13. April 2008 gab es gegen den Verkauf des städtischen Grundstückes an private Investoren ein Referendum, welches allerdings nicht das notwendige Quorum erreichte.
Die betreffenden Grundstücke wurden im Januar 2009 an eine Investorengruppe, genannt „Die Developer“, verkauft, die einen Entwurf des Architekten Daniel Libeskind ausführen wollte. Nach diesem Entwurf wurden unter dem Projektnamen „Kö-Bogen“ auf dem Platz von 2009 bis Ende 2013 zwei große Geschäftshäuser errichtet. Neben der Errichtung dieser zwei Bauten wurden folgende weitere Änderungen unter dem Arbeitstitel „Kö-Bogen, zweiter Bauabschnitt“ ausgeführt:
- Unter dem Projektnamen Wehrhahn-Linie wurde die ebenerdige Ost-West-Linie der Straßenbahn vom Wehrhahn zum U-Bahnhof Heinrich-Heine-Allee in einen Tunnel verlegt. Ebenfalls für die Nord-Süd-Verbindung der Straßenbahn Heinrich-Heine-Allee bis zum Bereich Bilker Bahnhof wurde ein neuer U-Bahn-Tunnel gebaut. Die oberirdische Gleistrasse für die Straßenbahn vom nördlichen Bereich der Berliner Allee bis zur Kaiserstraße wurde nicht in den Untergrund verlegt.
- Die bisherigen Straßen im Bereich des Jan-Wellem-Platzes wurden auch in Tunnel verlegt. Dies betrifft das nördliche Ende der Berliner Allee und die Verbindung der Hofgartenstraße mit der Elberfelder Straße. Der bisherige Fußgängertunnel, der die nördliche Königsallee kreuzungsfrei mit dem Hofgarten verband, wurde durch einen ebenerdigen und kreuzungsfreien Fußgängerbereich ersetzt. Im bisherigen Straßenbereich der Königsallee ab der Kreuzung mit Theodor-Körner-Straße und Schadowstraße wurde der östliche U-Bahn-Zugang Heinrich-Heine-Allee angelegt und damit die Straßenverbindung zur Elberfelder Straße aufgehoben.
- Weiterhin wurde der Teil des Teiches Landskrone, der nach dem Krieg zugeschüttet worden war, durch Ausschachtung wieder bis zur Elberfelder Straße verlängert. Damit erhielt die Landskrone wieder ihre Vorkriegsausdehnung. Zusätzlich wurde mit einer neuen Fußgängerbrücke im Bereich der Verlängerung der Landskrone ein weiterer Zugang zum westlichen Teil des Hofgartens angelegt.
- Durch den Bau der Straßentunnel wurde die Hochstraße namens Tausendfüßler, die die Hofgartenstraße mit der nördlichen Berliner Allee und der westlichen Immermannstraße verband, nicht mehr benötigt und im April 2013 abgerissen.

Bereits vor der Fertigstellung der Libeskindbauten wurde am 7. Januar 2013 der erste Straßentunnel im Bereich des ehemaligen Platzes eröffnet. Dies war die westliche, 350 m lange Verbindung zwischen Hofgartenstraße und Elberfelder Straße. Obwohl bereits am 10. November 2015 die restlichen Tunnel für den Nordanschluss der Berliner Allee und der Immermannstraße erstmals eröffnet wurden, musste wegen Restarbeiten die Benutzung häufig tageweise unterbrochen werden. Erst ab Ende Oktober 2016 wurde ein störungsarmer Betrieb erreicht.

### Neuer Jan-Wellem-Platz
Der Jan-Wellem-Platz ist als Platz inzwischen nicht mehr erkennbar, es weist auch kein Straßenschild mehr auf ihn hin. Mit der offiziellen Eröffnung eines neuen Kaufhauses, das im östlichen der beiden Libeskindgebäude lag, war am 17. Oktober 2013 die Bauphase auf dem bisherigen Jan-Wellem-Platz abgeschlossen, wenn auch die Inbetriebnahme des westlichen Gebäudes erst etwas später erfolgte. Mit der Inbetriebnahme der Wehrhahn-Linie am 20. Februar 2016 wurde auch der letzte Rest des oberirdischen Nahverkehrs im alten Platzbereich stillgelegt. Vom alten Platz waren nur Randbereiche nicht bebaut worden.
Zwischen dem östlichen Ende der neuen Bauten und des Dreischeibenhauses war ein neuer, verkehrsfreier Platz entstanden, auf dem nur noch die oberirdische Gleistrasse der Straßenbahnen für die nördliche Verbindung zwischen Berliner Allee und Kaiserstraße liegt. Am 13. Februar 2014 entschied der Stadtrat, den Platzbereich zwischen Kö-Bogen, ehemaliger Tuchtinsel und Dreischeibenhaus wieder Jan-Wellem-Platz zu nennen. Da der 2008 verstorbene Oberbürgermeister Joachim Erwin einer der Hauptbefürworter einer völligen Umstrukturierung des Stadtgeländes zwischen südwestlichem Hofgarten und Gustaf-Gründgens-Platz gewesen war, folgte im November 2014 ein weiterer Beschluss des Stadtrates. Dieser sah für den Bereich der ehemaligen Straßenbahnhaltestelle des alten Jan-Wellem-Platzes, der zwischen dem östlichen der beiden Libeskindbauten und der südlichen Platzgrenze vor dem Gebäude Jan-Wellem-Platz 3 liegt, den Namen Joachim-Erwin-Platz vor. Die offizielle Einweihung mit der Aufstellung der Straßenschilder erfolgte am 28. August 2017.
Durch den Abriss des Tausendfüßlers und der Gebäude im Bereich nördlich der Schadowstraße und westlich der Bleichstraße vor dem Gustaf-Gründgens-Platz war das Gelände zwischen den Libeskindbauten und dem Vorplatz des Düsseldorfer Schauspielhauses weitgehend frei für eine neue Strukturierung. Ursprünglich war nur der Abriss der Gebäude auf der Tuchtinsel und die Sanierung der Tiefgarage unter dem Gustaf-Gründgens-Platz geplant gewesen, da die Statik der Garagendecke die Nutzung des Geländes stark einschränkte. Durch die nun entstandene freie Sichtachse zwischen Kö-Bogen und Schauspielhaus ergaben sich jedoch neue Gesichtspunkte für Änderungen in diesen Bereich, die intensiv diskutiert wurden. Da für größere Änderungen städtisches Gelände an Investoren verkauft werden musste, dauerten die Verhandlungen länger als geplant. Ende 2015 wurden schließlich folgende Änderungen beschlossen:(Stand Mitte 2017)

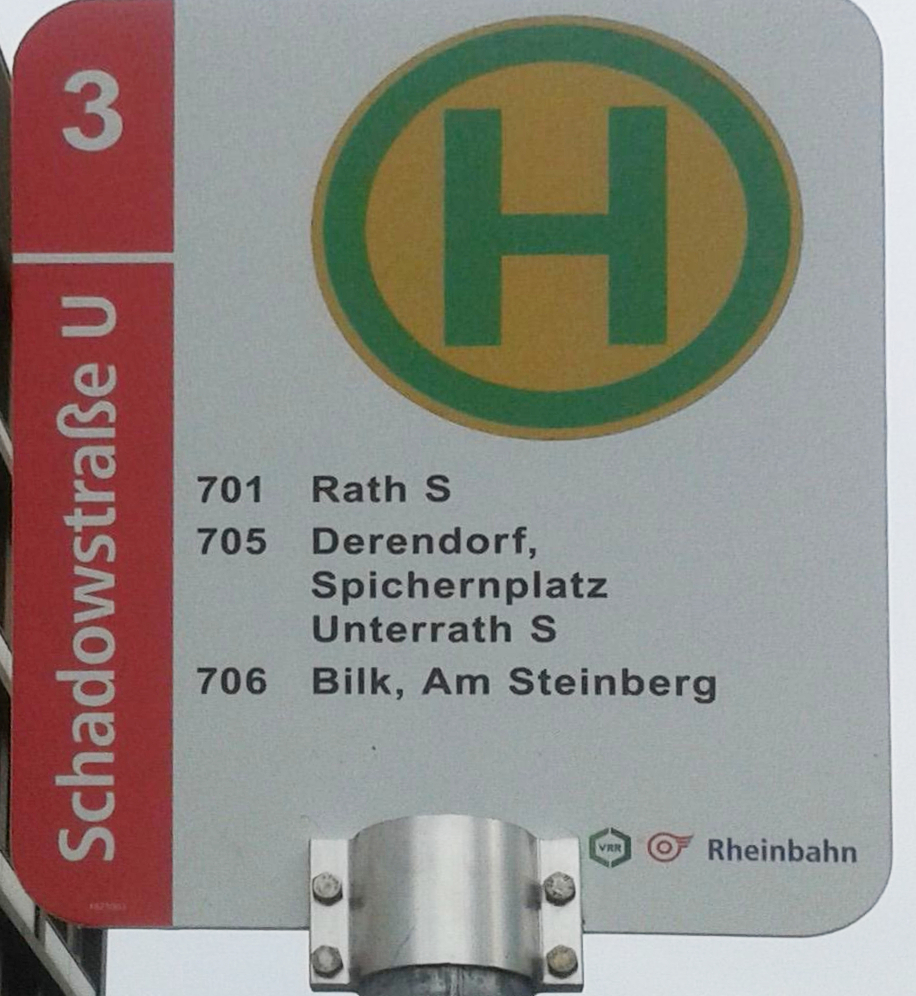
Haltestellenschild Schadowstraße U

- Die bisherige Tiefgarage im Bereich des Gustaf-Gründgens-Platzes wird durch eine neue fünfgeschossige ersetzt, die Kapazität wird auf 670 Stellplätze vergrößert. Gleichzeitig wird die Statik des Platzes über der Garage deutlich verbessert. Die Zufahrt zu dieser und der Tiefgarage des Dreischeibenhauses erfolgt unterirdisch über die neuen Straßentunnel.
- Es wird ein sogenanntes Ingenhoven-Tal gebaut: Dies sind ein neues Gebäude mit Markthalle und Gastronomie im Bereich vor der Tuchtinsel und ein neuer Geschäfts- und Bürokomplex an der nördlichen Seite der Schadowstraße westlich der Bleichstraße. Beide Neubauten erhalten in Richtung des Platzes vor dem Schauspielhaus abgeschrägte und begrünte Dach- und Gebäudewände, die eine talartige Ansicht ergeben.
- Die Gebäude auf der Tuchtinsel bleiben bestehen, ein Abriss ist noch nicht terminiert. Derzeit ist ungeklärt, ob die ursprüngliche Planung mit Abriss und Neubau tatsächlich durchgeführt wird.
- Das Gelände des neuen Jan-Wellem-Platzes wird teilweise bepflanzt und verbindet die bisher durch Hofgartenstraße und Berliner Allee getrennten Bereiche vom Hofgarten wieder.

Das Projekt mit dem Namen Kö-Bogen II startete offiziell am 1. Juni 2017, die Fertigstellung des Bauwerks mit der zu diesem Zeitpunkt größten begrünten Fassade Europas erfolgte im Oktober 2020. Gleichzeitig wird das Eckgebäude zwischen den Häusern Jan-Wellem-Platz 3 und Schadowplatz 14 (Haus der Universität) abgerissen und durch einen Neubau ersetzt.}  2021 wird auch das Gebäude der „Alte Leipziger – Hallesche“ mit der Anschrift Jan-Wellem-Platz 1 abgerissen. Ein neues Gebäude von Architekt Christoph Ingenhoven wird zwischen Kö-Bogen I und II errichtet.

## Bedeutung im Straßenbahnnetz
Am ehemals zweitwichtigsten Knotenpunkt des Düsseldorfer ÖPNV trägt heute keine einzige Haltestelle mehr den Namen Jan-Wellem-Platz. Zu seinen Hochzeiten bestand dieser aus acht Bahnsteigen und drei Bussteigen. Es führten bis zu 15 Straßenbahnlinien und vier Buslinien über den Jan-Wellem-Platz, im Schnitt fuhr zur Hauptverkehrszeit alle 30 Sekunden eine Bahn. Mit dem Ausbau der Stadtbahn Düsseldorf verlagerte sich ein Teil des Verkehrs zum U-Bahnhof Heinrich-Heine-Allee, sodass die Verkehrsdichte abnahm. Seit der Eröffnung der Wehrhahn-Linie im Februar 2016 ist die oberirdische Ost-West-Strecke vollständig abgebaut und deren Straßenbahnhaltestelle unter die Erde zum U-Bahnhof Schadowstraße verlegt. Die einzig verbliebene Haltestelle für die oberirdischen Straßenbahnen in Nord-Süd-Richtung wurde im Februar 2016 in Schadowstraße U umbenannt.